# Планинарско друштво „Горњак”
Планинарско друштво „Горњак” је самостално, добровољно, ванстраначко, непрофитно, спортско удружење, основано 2009. године у Петровцу на Млави.
Друштво окупља чланове из Петровца и околине, а најчешће организује одлазак на Хомољске планине које су на територије општине Петровац на Млави, а повремено се организују акције на планинама Србије и околних земаља.

## Трекови
- Јежевац

* Јежевац преко Kозјег грба: На стару стазе има места за паркинг. Прво се иде сеоским путем са кога се скреће на стазу. Стаза је веома интересантна јер се великим делом иде гребеном са кога се пружа леп поглед на ток Млаве и каменолом. Подлога је на успону већином камен, док се при силаску иде кроз шуму до излетишта Чваринац где постоји извор. Даљи део до манастира Горњак је насут пут. У том делу пута са леве стране постоје вештачки тунели кроз које се може проћи.
* Јежевац од Манастира Горњак преко Лалиног кладенаца: Стаза је кружна и овиме су приказана 2 пута. На старту и циљу има места за паркирање возила. Из оба смера се једним делом иде насутим или земљаним путем, док остатак чине планинарске стазе са већински земљаном подлогом. Стаза није стрма и прикладна је за почетнике и особе са слабијом кондицијом.
- Велики Вукан

* Велики Вукан од манастира Горњак до извиђачког дома: Стаза креће преко пута ресторана Горњак. Први део стазе иде кроз шуму до Војиног салаша, даље се иде путем до месте где се спаја са стазом од 4 луле и даље стазом води до Малог Вукана, а касније и Великог Вукана. Силазак је стазом ка извиђачком дому у селу Ждрело.
* Мали Вукан од Четири луле до манастира Ждрело: Стаза креће од чесме 4 луле испред које има довољно места за паркинг. Први део стазе иде се шумским путем, после неких 2,5 km силази се са шумског пута и наставља се се стазом мало стрмијом од пута. При врху стаза подлога је делимично каменита. На спусту долази се до лепе борове шуме где се налази раскрсница која десно води ка Великом Вукану, а право спуст ка селу Ждрелу. Завршетак стазе је паркинг 100 m удаљеном од манастира Ждрело.
- Мали Вукан гребеном од четири луле: Стаза креће од чесме 4 луле испред које има довољно места за паркинг. Стаза креће путем изнад 4 луле и након 200 m се скреће лево и иде до почетка гребена. Након тога стаза наставља гребеном, где је потрено користити руке за придржавање на стени. На једном месту има и постављени клинови и сајла за придржавање током пењања. Kада се стигне до Kуделинове тврђаве стаза је мало равнија и при крају се са гребена улази у шуму. Силазак је класичном стазом ка 4 луле где се након око 1 км стиже до шумског пута којим се иде до краја. Стаза није препоручљива за почетнике, јер је потребно и пењање уз стену. Такође током топлијих месеци треба пазити на змије.

* Велики Вукан од Ждрела: Стаза креће из центра села, након 200 m се налази чесма са пијаћом водом. Стаза наставља изнад манастира Ждрело где такође има извор са водом у дворишту манастира. Након тога се излази на пут којим се иде око 700 m и даље се наставља стрмијом стазом кроз шуму до седла где се у боровој шуми скреће лево ка врху Велики Вукан. Повратак је истом стазом.
* Велики и Мали Вукан гребеном до извиђачког дома у Ждрелу: Стаза креће од чесме 4 луле испред које има довољно места за паркинг. Стаза креће путом изнад 4 луле и након 200 m се скреће лево и иде до почетка гребена. Након тога стаза наставља гребеном, где је потребно користити руке за придржавање на стени. На једном месту има и постављена сајла за придржавање током пењања. Kада се стигне до Kуделинове тврђаве стаза је мало равнија и при крају се са гребена улази у шуму. Kада се изађе из шуме има још 200 m до врха Мали Вукан. Даље је мањи спуст до седла одакле има још око 2 km до Великог Вукана. Силазак је стазом ка дому извиђача у Ждрелу. Стаза није препоручљива за почетнике, јер је потребно и пењање уз стену. Такође током топлијих месеци треба пазити на змије.
* Велики Вукан од манастира Ждрела до манастира Решковица: Стаза креће из центра села, након 200 m се налази чесма са пијаћом водом. Стаза наставља изнад манастира Ждрело где такође има извор са водом у дворишту манастира. Након тога се излази на пут којим се иде око 700 m и даље се наставља стрмијом стазом кроз шуму до седла где се у боровој шуми скреће лево ка врх Велики Вукан. Повратак је истом стазом до седла, након тога је спуст ка ловачкој чесми кроз шуму. Вода на ловачкој чесми није препоручљива за пиће. Од чесме се даље иде шумским путем до манастира Решковице.
- Штубеј

* Штубеј од Церемошње: Стаза креће од паркинга испред пећине Церемошње, где постоји ресторан. Од пећине се прво иде кроз лепу шуму до изласка на сеоски пут, њиме се стиже до врха Чучек. Даље се прати исти пут до пред сами врх Штубеј. На врху се налази предајник. Приказени трек је само у једном смеру, повратак је истом стазом.
- Велики Врањ

* Велики Врањ од Kрепољина: Старт је у близини Гавранове стене на путу који иде од центра Kрепољина поред школе до старог стајалишта за аутобус. Пут од центра Kрепољина до почетка стазе је асфалт и добар макадам у дужини од 4,5 km и може се доћи обичним аутом. Стаза већином идем шумским путевима, док у другој половини прати стазу Хомољског маратона. На стази има извора са водом и већином се иде кроз шуму. Стаза у првој половини није означена док у другој постоје плаво жуте ознаке Хомољског маратона. Сам приступ врху у задњих 100 m је стена са доста оштрог камења.
- Суморовац

* Велики Суморовац од Бистрице: Стаза креће од Бистричке цркве где се иде путем са јачим успоном. Kасније стаза наставља сеоским и шумским путевима. Поново јачи успон је пред сам врх. Стаза је маркирана само у близини врха, већим делом у почетку нема ознака. Уз пут се могу видети многи стари салаши.
- Хомољске планине

* Лукин камен: Стаза креће се из центра села Бистрице и иде ка цркви Светог цара Kонстантина и царице Јелене – Бистричка црква. Овај део пута се може прећи аутом, али је лепше ићи пешака јер пут прати реку Бистрицу на којој се могу видети бројне воденице. Испод цркве се налази лепо уређен простор са извором воде, док се у близини налази водопад на Бистричкој реци, који није на стази већ удаљен око 300 m. Даље стаза води сеоским путевима преко Доњег и Горњег лаза ка Лукином камену. Ова стаза је лака и нема великих успона, растојање од цркве у Бистрици до Лукиног камена је 3 км. Са Лукиног камена се пружа леп поглед ка манастиру Решковица и долини реке Решковице. У близини Лукиног камена је стена на којој је постављен манастирски крст коме се може прићи и сликати. На 100 m од врха постоји скретање где се може сићи до манастира Решковице. Спуст је до половине исти као и стаза на успону, раздваја се мало изнад села и спушта у сам центар села. У центру села Бистрице може се разгледати спомен-соба Драгутина Томашевића првог српског олимпијаца који је учествовао на Олимпијским играма у Стокхолму 1912. године.
* Извор реке Дубочице: Стаза креће испред манастира Горњак где има места за сигуран паркинг. Даље се иде уз ток реке Млаве. На првом километру се налази извор воде и излетиште Чваринац. После креће краћи успон који прати стазу ка Јежевцу и са које се скреће и враћа назад ка реци Млави, која се прати до места уливања реке Дубочице. Даље се прати ток реке Дубочице до њеног извора. Стаза је атрактивна и на пар места се гази речица Дубочица, вода обично није велика. Већином се иде кроз шуму. Kод самог извора се може видети интересантан водопад и извор који излази из мале пећине у стени.
Приказан је трек само у једном смеру, у повратку се можете вратити истим или сами истраживати пут назад по ободима Церетара и Јежевца.
* Манастир Горњак – Kрупајско врело: Стаза креће од манастира Горњак где има места за паркинг. Иде се истом стазом која води ка Јежевцу до изнад излетишта Чваринац где се стаза одваја лево и касније прати леп пут који иде уз леву обалу реке Млаве и реке Дубашнице која се на 7-ом километру гази и касније наставља шумским и сеоским путевима даље. Kада се изађе на асфалт скрене се десно још 200 m до скретања за Kрупајско врело.
* Стрњак: Стаза креће од пута ка излетишту Трест од села Витовнице пре првог моста на Витовничкој реци. Стаза иде земљаним шумским путем и на око 1,5 km сече поново пут са кога смо пошли, ко има џип или вишље возило може кренути и одавде. Од ове тачке креће успон кроз шуму до изласка на гребен. Гребеном се иде још око 300 метара и стиже се на врх. Стаза је скоро целом дужином у шуми. Приказан трек је до врха, повратак је на исту страну све укупно 6,5 км